# Omar Ahmed el-Ghazaly
Omar Ahmed Abdel Latif el-Ghazaly (arabisch عمر أحمد عبد اللطيف الغزالي, DMG ʿUmar Aḥmad ʿAbd al-Laṭīf al-Ġazālī; * 9. Februar 1984 in Kairo) ist ein ehemaliger ägyptischer Leichtathlet, der sich auf den Diskuswurf spezialisiert hat und aktuell Inhaber des Landesrekordes ist. Er siegte je zweimal bei Afrikaspielen und bei Afrikameisterschaften und zählt damit zu den erfolgreichsten Leichtathleten seines Landes.

## Sportliche Laufbahn
Erste internationale Erfahrungen sammelte Omar Ahmed el-Ghazaly vermutlich im Jahr 2000, als er bei den Juniorenweltmeisterschaften in Santiago de Chile mit einer Weite von 50,43 m in der Qualifikationsrunde ausschied. Im Jahr darauf gewann er bei den Jugendweltmeisterschaften in Debrecen mit 61,06 m die Bronzemedaille mit dem leichteren 1,5-kg-Diskus und gewann anschließend mit 49,79 m die Silbermedaille bei den Juniorenafrikameisterschaften in Réduit. 2002 belegte er bei den Juniorenweltmeisterschaften in Kingston mit 58,20 m den zehnten Platz und anschließend gewann er bei den Afrikameisterschaften in Radès mit 48,17 m die Bronzemedaille hinter dem Südafrikaner Janus Robberts und Walid Boudaoui aus Algerien. Im Jahr darauf siegte er mit 61,87 m bei den Juniorenafrikameisterschaften in Garoua und belegte anschließend bei der Sommer-Universiade in Daegu mit 55,15 m den neunten Platz. Daraufhin siegte er mit 58,30 m bei den Arabischen Meisterschaften in Amman sowie mit 63,61 m bei den Afrikaspielen in Abuja. Zudem gewann er bei den Afro-asiatischen Spielen in Hyderabad mit 59,77 m die Bronzemedaille hinter dem Inder Anil Kumar und Chima Ugwu aus Nigeria. 2004 nahm er an den Olympischen Sommerspielen in Athen teil und schied dort mit 55,53 m in der Qualifikationsrunde aus, ehe er bei den Panarabischen Spielen in Algier mit 61,06 m die Goldmedaille gewann.
2005 siegte er mit 59,98 m bei den erstmals ausgetragenen Islamic Solidarity Games in Mekka und gewann dann bei den Studentenweltspielen in Izmir mit 62,28 m die Silbermedaille hinter dem Esten Gerd Kanter. Zudem verteidigte er bei den Arabischen Meisterschaften in Radès mit 60,87 m seinen Titel. Im Jahr darauf siegte er mit 61,11 m bei den Afrikameisterschaften in Bambous und wurde anschließend beim IAAF World Cup in Athen mit 61,50 m Vierter. 2007 siegte er mit 63,66 m bei den Arabischen Meisterschaften in Amman und verteidigte daraufhin mit 62,28 m seinen Titel bei den Afrikaspielen in Algier. Anschließend gewann er bei der Sommer-Universiade in Bangkok mit 60,89 m die Silbermedaille hinter dem Österreicher Gerhard Mayer und klassierte sich dann bei den Weltmeisterschaften in Osaka mit 64,58 m im Finale auf dem sechsten Platz. Im Jahr darauf nahm er erneut an den Olympischen Sommerspielen in Peking teil und verpasste dort mit 60,24 m den Finaleinzug. 2009 gelangte er bei den Weltmeisterschaften in Berlin mit 62,83 m im Finale auf den neunten Platz und anschließend belegte er beim IAAF World Athletics Final in Thessaloniki mit 61,95 m den siebten Platz. Daraufhin siegte er mit 61,01 m bei den Spielen der Frankophonie in Beirut sowie mit 61,73 m bei den Arabischen Meisterschaften in Damaskus. Im Jahr darauf siegte er mit einer Weite von 59,30 m erneut bei den Afrikameisterschaften in Nairobi und belegte beim IAAF World Cup in Split mit 60,00 m den siebten Platz. 2012 schied er bei den Olympischen Sommerspielen in London mit 60,26 m in der Qualifikationsrunde aus und beendete daraufhin seine aktive sportliche Karriere im Alter von 28 Jahren.
In den Jahren 2002 und von 2004 bis 2007 wurde el-Ghazaly ägyptischer Meister im Diskuswurf.